# 2017–2018-as angol labdarúgókupa
A 2017–2018-as angol labdarúgókupa a világ legrégebbi versenysorozata, a The Football Association Challenge Cup, röviden FA-kupa 137. szezonja volt. A sorozat 2017. augusztus 5-én kezdődött és 2018. május 19-én ért véget. A döntőt a londoni Wembley Stadionban rendezték. Főtámogatója az Emirates légitársaság, címvédője az Arsenal. A kupát a Chelsea nyerte, története során nyolcadik alkalommal.
A harmadik körben, a Brighton & Hove Albion és a Crystal Palace csapatainak találkozóján először használták a kupa és az angol labdarúgás történetében a videóasszisztenst.

## Csapatok
| Kör          | Dátum             | Mérkőzések száma | Csapatok | Új érkezők a körben |
| ------------ | ----------------- | ---------------- | -------- | ------------------- |
| Első kör     | 2017. november 3. | 40               | 124 → 84 | 48: 45.–92.         |
| Második kör  | 2017. december 1. | 20               | 84 → 64  | –                   |
| Harmadik kör | 2018. január 5.   | 32               | 64 → 32  | 44: 1.–44.          |
| Negyedik kör | 2018. január 26.  | 16               | 32 → 16  | –                   |
| Ötödik kör   | 2018. február 16. | 8                | 16 → 8   | –                   |
| Hatodik kör  | 2018. március 17. | 4                | 8 → 4    | –                   |
| Elődöntő     | 2018. április 21. | 2                | 4 → 2    | –                   |
| Döntő        | 2018. május 19.   | 1                | 2 → 1    | –                   |

## Harmadik kör
| 2018. január 5. 19:55 GMT |

| Liverpool (1)                      | 2–1         | Everton (1)    |
| ---------------------------------- | ----------- | -------------- |
| Milner 35' (11-esből) Van Dijk 84' | Jegyzőkönyv | Sigurðsson 67' |

| Anfield, Liverpool Nézőszám: 52 513 Játékvezető: Bobby Madley |

| 2018. január 5. 20:00 GMT |

| Manchester United (1)  | 2–0         | Derby County (2) |
| ---------------------- | ----------- | ---------------- |
| Lingard 84' Lukaku 90' | Jegyzőkönyv |                  |

| Old Trafford, Manchester Nézőszám: 73 899 Játékvezető: Kevin Friend |

| 2018. január 6. 12:45 GMT |

| Fleetwood Town (3) | 0–0         | Leicester City (1) |
| ------------------ | ----------- | ------------------ |
|                    | Jegyzőkönyv |                    |

| Highbury Stadium, Fleetwood Nézőszám: 5 001 Játékvezető: Simon Hooper |

| 2018. január 16. 19:45 GMT újrajátszás |

| Leicester City (1) | 2–0         | Fleetwood Town (3) |
| ------------------ | ----------- | ------------------ |
| Iheanacho 43' 77'  | Jegyzőkönyv |                    |

| King Power Stadium, Leicester Nézőszám: 17 237 Játékvezető: Jonathan Moss |

| 2018. január 6. 13:00 GMT |

| Middlesbrough (2)           | 2–0         | Sunderland (2) |
| --------------------------- | ----------- | -------------- |
| Gestede 10' Braithwaite 42' | Jegyzőkönyv |                |

| Riverside Stadion, Middlesbrough Nézőszám: 26 399 Játékvezető: Chris Kavanagh |

| 2018. január 6. 15:00 GMT |

| Ipswich Town (2) | 0–1         | Sheffield United (2) |
| ---------------- | ----------- | -------------------- |
|                  | Jegyzőkönyv | Thomas 25'           |

| Portman Road, Ipswich Nézőszám: 12 057 Játékvezető: Mike Jones |

| 2018. január 6. 15:00 GMT |

| Watford (1)                        | 3–0         | Bristol City (2) |
| ---------------------------------- | ----------- | ---------------- |
| Carrillo 37' Deeney 57' Capoue 85' | Jegyzőkönyv |                  |

| Vicarage Road, Watford Nézőszám: 13 269 Játékvezető: Craig Pawson |

| 2018. január 6. 15:00 GMT |

| Birmingham City (2) | 1–0         | Burton Albion (2) |
| ------------------- | ----------- | ----------------- |
| Gallagher 56'       | Jegyzőkönyv |                   |

| St Andrews, Birmingham Nézőszám: 7 623 Játékvezető: Jeremy Simpson |

| 2018. január 6. 15:00 GMT |

| Aston Villa (2) | 1–3         | Peterborough United (3)          |
| --------------- | ----------- | -------------------------------- |
| Davis 8'        | Jegyzőkönyv | Marriott 75' 90+3' Tafazolli 83' |

| Villa Park, Birmingham Nézőszám: 21 677 Játékvezető: Robert Jones |

| 2018. január 6. 15:00 GMT |

| Bournemouth (1)           | 2–2         | Wigan Athletic (3)   |
| ------------------------- | ----------- | -------------------- |
| Mousset 55' S. Cook 90+2' | Jegyzőkönyv | Grigg 4' Hyndman 29' |

| Vitality Stadium, Bournemouth Nézőszám: 9 894 Játékvezető: Andrew Madley |

| 2018. január 17. 19:45 GMT újrajátszás |

| Wigan Athletic (3)          | 3–0         | Bournemouth (1) |
| --------------------------- | ----------- | --------------- |
| Morsy 9' Burn 73' Elder 76' | Jegyzőkönyv |                 |

| DW Stadium, Wigan Nézőszám: 4 709 Játékvezető: Stuart Attwell |

| 2018. január 6. 15:00 GMT |

| Coventry City (4)      | 2–1         | Stoke City (1)      |
| ---------------------- | ----------- | ------------------- |
| Willis 24' Grimmer 68' | Jegyzőkönyv | Adam 54' (11-esből) |

| Ricoh Arena, Rowleys Green, Coventry Nézőszám: 14 199 Játékvezető: Martin Atkinson |

| 2018. január 6. 15:00 GMT |

| Bolton Wanderers (2) | 1–2         | Huddersfield Town (1)         |
| -------------------- | ----------- | ----------------------------- |
| Derik 64'            | Jegyzőkönyv | Van La Parra 51' Williams 52' |

| Macron Stadium, Horwich Nézőszám: 11 574 Játékvezető: Roger East |

| 2018. január 6. 15:00 GMT |

| Yeovil Town (4)      | 2–0         | Bradford City (3) |
| -------------------- | ----------- | ----------------- |
| Barnes 61' Green 76' | Jegyzőkönyv |                   |

| Huish Park, Yeovil Nézőszám: 3 040 Játékvezető: John Brooks |

| 2018. január 6. 15:00 GMT |

| Brentford (2) | 0–1         | Notts County (4) |
| ------------- | ----------- | ---------------- |
|               | Jegyzőkönyv | Stead 65'        |

| Griffin Park, Brentford, London Nézőszám: 6 935 Játékvezető: Tim Robinson |

| 2018. január 6. 15:00 GMT |

| Queens Park Rangers (2) | 0–1         | Milton Keynes Dons (3) |
| ----------------------- | ----------- | ---------------------- |
|                         | Jegyzőkönyv | Cissé 60'              |

| Loftus Road, Shepherd's Bush, London Nézőszám: 6 314 Játékvezető: James Linington |

| 2018. január 6. 15:00 GMT |

| Exeter City (4) | 0–2         | West Bromwich Albion (1) |
| --------------- | ----------- | ------------------------ |
|                 | Jegyzőkönyv | Rondón 2' Rodriguez 25'  |

| St James Park, Exeter Nézőszám: 5 638 Játékvezető: Lee Mason |

| 2018. január 6. 15:00 GMT |

| Doncaster Rovers (3) | 0–1         | Rochdale (3) |
| -------------------- | ----------- | ------------ |
|                      | Jegyzőkönyv | Andrew 18'   |

| Keepmoat Stadium, Doncaster Nézőszám: 4 513 Játékvezető: Andy Woolmer |

| 2018. január 6. 15:00 GMT |

| Blackburn Rovers (3) | 0–1         | Hull City (2) |
| -------------------- | ----------- | ------------- |
|                      | Jegyzőkönyv | Aina 58'      |

| Ewood Park, Blackburn Nézőszám: 6 777 Játékvezető: Oliver Langford |

| 2018. január 6. 15:00 GMT |

| Cardiff City (2) | 0–0         | Mansfield Town (4) |
| ---------------- | ----------- | ------------------ |
|                  | Jegyzőkönyv |                    |

| Cardiff City Stadium, Cardiff Nézőszám: 6 378 Játékvezető: Lee Probert |

| 2018. január 16. 19:45 GMT újrajátszás |

| Mansfield Town (4) | 1–4         | Cardiff City (2)                                |
| ------------------ | ----------- | ----------------------------------------------- |
| Rose 35'           | Jegyzőkönyv | Ecuele Manga 34' Hoilett 66' 89' Pilkington 71' |

| Field Mill, Mansfield Nézőszám: 5 746 Játékvezető: Geoff Eltringham |

| 2018. január 6. 15:00 GMT |

| Manchester City (1)                  | 4–1         | Burnley (1) |
| ------------------------------------ | ----------- | ----------- |
| Agüero 56' 58' Sané 71' B. Silva 82' | Jegyzőkönyv | Barnes 25'  |

| City of Manchester Stadium, Manchester Nézőszám: 53 285 Játékvezető: Graham Scott |

| 2018. január 6. 15:00 GMT |

| Wolverhampton Wanderers (2) | 0–0         | Swansea City (1) |
| --------------------------- | ----------- | ---------------- |
|                             | Jegyzőkönyv |                  |

| Molineux, Wolverhampton Nézőszám: 22 976 Játékvezető: Anthony Taylor |

| 2018. január 17. 19:45 GMT |

| Swansea City (1)     | 2–1         | Wolverhampton Wanderers (2) |
| -------------------- | ----------- | --------------------------- |
| J. Ayew 11' Bony 69' | Jegyzőkönyv | Jota 66'                    |

| Liberty Stadium, Swansea Nézőszám: 8 294 Játékvezető: Chris Kavanagh |

| 2018. január 6. 15:00 GMT |

| Stevenage (4) | 0–0         | Reading (2) |
| ------------- | ----------- | ----------- |
|               | Jegyzőkönyv |             |

| Broadhall Way, Stevenage Nézőszám: 3 877 Játékvezető: Ben Toner |

| 2018. január 16. 20:00 GMT |

| Reading (2)            | 3–0         | Stevenage (4) |
| ---------------------- | ----------- | ------------- |
| Böðvarsson 32' 44' 64' | Jegyzőkönyv |               |

| Madejski Stadium, Reading Nézőszám: 4 986 Játékvezető: Tim Robinson |

| 2018. január 6. 15:00 GMT |

| Newcastle United (1)      | 3–1         | Luton Town (4) |
| ------------------------- | ----------- | -------------- |
| Pérez 30' 36' Shelvey 39' | Jegyzőkönyv | Hylton 49'     |

| St James' Park, Newcastle upon Tyne Nézőszám: 47 069 Játékvezető: Neil Swarbrick |

| 2018. január 6. 15:00 GMT |

| Millwall (2)                               | 4–1         | Barnsley (2) |
| ------------------------------------------ | ----------- | ------------ |
| O'Brien 35' 56' Thompson 47' Onyedinma 61' | Jegyzőkönyv | Potts 11'    |

| The Den, Bermondsey, London Nézőszám: 5 319 Játékvezető: Darren Bond |

| 2018. január 6. 15:00 GMT |

| Fulham (2) | 0–1         | Southampton (1) |
| ---------- | ----------- | --------------- |
|            | Jegyzőkönyv | Ward-Prowse 29' |

| Craven Cottage, Fulham, London Nézőszám: 17 327 Játékvezető: Michael Oliver |

| 2018. január 6. 15:00 GMT |

| Wycombe Wanderers (4) | 1–5         | Preston North End (2)                              |
| --------------------- | ----------- | -------------------------------------------------- |
| O'Nien 45+1'          | Jegyzőkönyv | Harrop 2' 85' Browne 38' 78' (11-esből) Horgan 50' |

| Adams Park, High Wycombe Nézőszám: 4 928 Játékvezető: Peter Bankes |

| 2018. január 6. 15:00 GMT |

| Carlisle United (4) | 0–0         | Sheffield Wednesday (2) |
| ------------------- | ----------- | ----------------------- |
|                     | Jegyzőkönyv |                         |

| Brunton Park, Carlisle Nézőszám: 7 793 Játékvezető: David Webb |

| 2018. január 16. 19:45 GMT |

| Sheffield Wednesday (2) | 2–0         | Carlisle United (4) |
| ----------------------- | ----------- | ------------------- |
| Matias 28' Nuhiu 66'    | Jegyzőkönyv |                     |

| Hillsborough Stadium, Sheffield Nézőszám: 12 003 Játékvezető: Michael Salisbury |

| 2018. január 6. 17:30 GMT |

| Norwich City (2) | 0–0         | Chelsea (1) |
| ---------------- | ----------- | ----------- |
|                  | Jegyzőkönyv |             |

| Carrow Road, Norwich Nézőszám: 23 598 Játékvezető: Stuart Attwell |

| 2018. január 17. 19:45 GMT |

| Chelsea (1)                                 | 1–1 (h. u.) | Norwich City (2)                 |
| ------------------------------------------- | ----------- | -------------------------------- |
| Batshuayi 55'                               | Jegyzőkönyv | Lewis 90+4'                      |
| Büntetőpárbaj                               |             |                                  |
| Willian David Luiz Azpilicueta Kanté Hazard | 5–3         | Oliveira Maddison Vrančić Murphy |

| Stamford Bridge, Fulham, London Nézőszám: 39 684 Játékvezető: Graham Scott |

| 2018. január 7. 12:00 GMT |

| Newport County (4)            | 2–1         | Leeds United (2) |
| ----------------------------- | ----------- | ---------------- |
| Shaughnessy 76' McCoulsky 88' | Jegyzőkönyv | Berardi 9'       |

| Rodney Parade, Newport Nézőszám: 6 887 Játékvezető: Mike Dean |

| 2018. január 7. 14:00 GMT |

| Shrewsbury Town (3) | 0–0         | West Ham United (1) |
| ------------------- | ----------- | ------------------- |
|                     | Jegyzőkönyv |                     |

| New Meadow, Shrewsbury Nézőszám: 9 535 Játékvezető: Paul Tierney |

| 2018. január 16. 19:45 GMT |

| West Ham United (1) | 1–0 (h. u.) | Shrewsbury Town (3) |
| ------------------- | ----------- | ------------------- |
| Burke 112'          | Jegyzőkönyv |                     |

| London Stadium, Stratford, London Nézőszám: 39 867 Játékvezető: Jeremy Simpson |

| 2018. január 7. 15:00 GMT |

| Tottenham Hotspur (1)       | 3–0         | AFC Wimbledon (3) |
| --------------------------- | ----------- | ----------------- |
| Kane 63' 65' Vertonghen 71' | Jegyzőkönyv |                   |

| Wembley Stadion, London Nézőszám: 47 527 Játékvezető: David Coote |

| 2018. január 7. 16:00 GMT |

| Nottingham Forest (2)                                        | 4–2         | Arsenal (1)                 |
| ------------------------------------------------------------ | ----------- | --------------------------- |
| Lichaj 20' 44' Brereton 64' (11-esből) Dowell 85' (11-esből) | Jegyzőkönyv | Mertesacker 23' Welbeck 79' |

| The City Ground, West Bridgford Nézőszám: 27 182 Játékvezető: Jonathan Moss |

| 2018. január 8. 19:45 GMT |

| Brighton & Hove Albion (1) | 2–1         | Crystal Palace (1) |
| -------------------------- | ----------- | ------------------ |
| Stephens 21' Murray 87'    | Jegyzőkönyv | Sako 69'           |

| Falmer Stadium, Falmer, Brighton and Hove Nézőszám: 14 507 Játékvezető: Andre Marriner |

## Negyedik kör
| 2018. január 26. 19:45 GMT |

| Sheffield Wednesday (2) | 3–1         | Reading (2) |
| ----------------------- | ----------- | ----------- |
| Nuhiu 29' 53' Boyd 61'  | Jegyzőkönyv | Dawson 87'  |

| Hillsborough Stadium, Sheffield Nézőszám: 14 848 Játékvezető: John Brooks |

| 2018. január 26. 19:55 GMT |

| Yeovil Town (4) | 0–4         | Manchester United (1)                             |
| --------------- | ----------- | ------------------------------------------------- |
|                 | Jegyzőkönyv | Rashford 41' Herrera 61' Lingard 89' Lukaku 90+3' |

| Huish Park, Yeovil Nézőszám: 9 195 Játékvezető: Paul Tierney |

| 2018. január 27. 12:30 GMT |

| Peterborough United (3) | 1–5         | Leicester City (1)                           |
| ----------------------- | ----------- | -------------------------------------------- |
| Hughes 58'              | Jegyzőkönyv | Diabaté 9' 87' Iheanacho 12' 29' Ndidi 90+2' |

| London Road, Peterborough Nézőszám: 13 193 Játékvezető: Michael Oliver |

| 2018. január 27. 15:00 GMT |

| Huddersfield Town (1) | 1–1         | Birmingham City (2) |
| --------------------- | ----------- | ------------------- |
| Mounié 21'            | Jegyzőkönyv | Jutkiewicz 54'      |

| Kirklees Stadium, Huddersfield Nézőszám: 12 683 Játékvezető: Neil Swarbrick |

| 2018. február 6. 19:45 GMT |

| Birmingham City (2) | 1–4 (h. u.) | Huddersfield Town (1)                             |
| ------------------- | ----------- | ------------------------------------------------- |
| Adams 52'           | Jegyzőkönyv | Roberts 60' Mounié 94' Van La Parra 97' Ince 106' |

| St Andrew's, Birmingham Nézőszám: 13 175 Játékvezető: Paul Tierney |

| 2018. január 27. 15:00 GMT |

| Notts County (4) | 1–1         | Swansea City (1) |
| ---------------- | ----------- | ---------------- |
| Stead 62'        | Jegyzőkönyv | Narsingh 45'     |

| Meadow Lane, Nottingham Nézőszám: 9 802 Játékvezető: Mike Jones |

| 2018. február 6. 20:05 GMT |

| Swansea City (1)                                                                | 8–1         | Notts County (4) |
| ------------------------------------------------------------------------------- | ----------- | ---------------- |
| Abraham 18' 45+3' Dyer 20' 30' Naughton 53' Routledge 57' Carroll 65' James 82' | Jegyzőkönyv | Husin 35'        |

| Liberty Stadium, Swansea Nézőszám: 7 822 Játékvezető: Martin Atkinson |

| 2018. január 27. 15:00 GMT |

| Milton Keynes Dons (3) | 0–1         | Coventry City (4) |
| ---------------------- | ----------- | ----------------- |
|                        | Jegyzőkönyv | Biamou 64'        |

| Stadium mk, Denbigh, Milton Keynes Nézőszám: 14 925 Játékvezető: Peter Bankes |

| 2018. január 27. 15:00 GMT |

| Millwall (2)                        | 2–2         | Rochdale (3)           |
| ----------------------------------- | ----------- | ---------------------- |
| Wallace 17' (11-esből) Thompson 90' | Jegyzőkönyv | Henderson 32' Done 53' |

| The Den, Bermondsey, London Nézőszám: 8 346 Játékvezető: Andrew Madley |

| 2018. február 6. 19:45 GMT |

| Rochdale (3)  | 1–0         | Millwall (2) |
| ------------- | ----------- | ------------ |
| Henderson 53' | Jegyzőkönyv |              |

| Spotland Stadium, Rochdale Nézőszám: 2 790 Játékvezető: Tim Robinson |

| 2018. január 27. 15:00 GMT |

| Southampton (1) | 1–0         | Watford (1) |
| --------------- | ----------- | ----------- |
| Stephens 4'     | Jegyzőkönyv |             |

| St Mary's Stadium, Southampton Nézőszám: 25 195 Játékvezető: Bobby Madley |

| 2018. január 27. 15:00 GMT |

| Middlesbrough (2) | 0–1         | Brighton & Hove Albion (1) |
| ----------------- | ----------- | -------------------------- |
|                   | Jegyzőkönyv | Murray 90'                 |

| Riverside Stadion, Middlesbrough Nézőszám: 20 475 Játékvezető: Anthony Taylor |

| 2018. január 27. 15:00 GMT |

| Wigan Athletic (3)      | 2–0         | West Ham United (1) |
| ----------------------- | ----------- | ------------------- |
| Grigg 7' 62' (11-esből) | Jegyzőkönyv |                     |

| DW Stadium, Wigan Nézőszám: 14 194 Játékvezető: Chris Kavanagh |

| 2018. január 27. 15:00 GMT |

| Hull City (2)       | 2–1         | Nottingham Forest (2) |
| ------------------- | ----------- | --------------------- |
| Bowen 18' Dicko 40' | Jegyzőkönyv | Vellios 88'           |

| KCOM Stadium, Kingston upon Hull Nézőszám: 13 450 Játékvezető: Stuart Attwell |

| 2018. január 27. 15:00 GMT |

| Sheffield United (2) | 1–0         | Preston North End (2) |
| -------------------- | ----------- | --------------------- |
| Sharp 80' (11-esből) | Jegyzőkönyv |                       |

| Bramall Lane, Sheffield Nézőszám: 15 680 Játékvezető: Graham Scott |

| 2018. január 27. 17:30 GMT |

| Newport County (4) | 1–1         | Tottenham Hotspur (1) |
| ------------------ | ----------- | --------------------- |
| Amond 38'          | Jegyzőkönyv | Kane 82'              |

| Rodney Parade, Newport Nézőszám: 9 836 Játékvezető: Roger East |

| 2018. február 7. 20:00 GMT |

| Tottenham Hotspur (1) | 2–0         | Newport County (4) |
| --------------------- | ----------- | ------------------ |
| Butler 26' Lamela 34' | Jegyzőkönyv |                    |

| Wembley Stadion, London Nézőszám: 38 947 Játékvezető: Stuart Attwell |

| 2018. január 27. 19:45 GMT |

| Liverpool (1)         | 2–3         | West Bromwich Albion (1)     |
| --------------------- | ----------- | ---------------------------- |
| Firmino 5' Szaláh 78' | Jegyzőkönyv | Rodriguez 7' 11' Matip 45+2' |

| Anfield, Liverpool Nézőszám: 53 342 Játékvezető: Craig Pawson |

| 2018. január 28. 13:30 GMT |

| Chelsea (1)                  | 3–0         | Newcastle United (1) |
| ---------------------------- | ----------- | -------------------- |
| Batshuayi 31' 44' Alonso 72' | Jegyzőkönyv |                      |

| Stamford Bridge, Fulham, London Nézőszám: 41 049 Játékvezető: Kevin Friend |

| 2018. január 28. 16:00 GMT |

| Cardiff City (2) | 0–2         | Manchester City (1)       |
| ---------------- | ----------- | ------------------------- |
|                  | Jegyzőkönyv | De Bruyne 8' Sterling 37' |

| Cardiff City Stadium, Cardiff Nézőszám: 32 339 Játékvezető: Lee Mason |

## Ötödik kör
| 2018. február 16. 19:45 GMT |

| Leicester City (1) | 1–0         | Sheffield United (2) |
| ------------------ | ----------- | -------------------- |
| Vardy 66'          | Jegyzőkönyv |                      |

| King Power Stadium, Leicester Nézőszám: 28 366 Játékvezető: Lee Mason |

| 2018. február 16. 20:00 GMT |

| Chelsea (1)                         | 4–0         | Hull City (2) |
| ----------------------------------- | ----------- | ------------- |
| Willian 2' 32' Pedro 27' Giroud 42' | Jegyzőkönyv |               |

| Stamford Bridge, Fulham, London Nézőszám: 39 591 Játékvezető: Andre Marriner |

| 2018. február 17. 12:30 GMT |

| Sheffield Wednesday (2) | 0–0         | Swansea City (1) |
| ----------------------- | ----------- | ---------------- |
|                         | Jegyzőkönyv |                  |

| Hillsborough Stadium, Sheffield Nézőszám: 19 427 Játékvezető: Paul Tierney |

| 2018. február 27. 19:45 GMT újrajátszás |

| Swansea City (1)     | 2–0         | Sheffield Wednesday (2) |
| -------------------- | ----------- | ----------------------- |
| J. Ayew 55' Dyer 80' | Jegyzőkönyv |                         |

| Liberty Stadium, Swansea Nézőszám: 8 198 Játékvezető: Stuart Attwell |

| 2018. február 17. 15:00 GMT |

| West Bromwich Albion (1) | 1–2         | Southampton (1)     |
| ------------------------ | ----------- | ------------------- |
| Rondón 58'               | Jegyzőkönyv | Hoedt 11' Tadić 56' |

| The Hawthorns, West Bromwich Nézőszám: 17 600 Játékvezető: Chris Kavanagh |

| 2018. február 17. 15:00 GMT |

| Brighton & Hove Albion (1)        | 3–1         | Coventry City (4) |
| --------------------------------- | ----------- | ----------------- |
| Locadia 15' Goldson 34' Ulloa 61' | Jegyzőkönyv | Clarke-Harris 77' |

| Falmer Stadium, Falmer, Brighton and Hove Nézőszám: 26 966 Játékvezető: Craig Pawson |

| 2018. február 17. 17:30 GMT |

| Huddersfield Town (1) | 0–2         | Manchester United (1) |
| --------------------- | ----------- | --------------------- |
|                       | Jegyzőkönyv | Lukaku 3' 55'         |

| Kirklees Stadium, Huddersfield Nézőszám: 17 861 Játékvezető: Kevin Friend |

| 2018. február 18. 16:00 GMT |

| Rochdale (3)               | 2–2         | Tottenham Hotspur (1)         |
| -------------------------- | ----------- | ----------------------------- |
| Henderson 45' Davies 90+3' | Jegyzőkönyv | Lucas 59' Kane 88' (11-esből) |

| Spotland Stadium, Rochdale Nézőszám: 8 480 Játékvezető: Bobby Madley |

| 2018. február 28. 19:45 GMT újrajátszás |

| Tottenham Hotspur (1)                                 | 6–1         | Rochdale (3) |
| ----------------------------------------------------- | ----------- | ------------ |
| Szon 23' 65' Llorente 47' 53' 59' Walker-Peters 90+3' | Jegyzőkönyv | Humphrys 31' |

| Wembley Stadion, London Nézőszám: 24 627 Játékvezető: Paul Tierney |

| 2018. február 19. 19:55 GMT |

| Wigan Athletic (3) | 1–0         | Manchester City (1) |
| ------------------ | ----------- | ------------------- |
| Grigg 79'          | Jegyzőkönyv |                     |

| DW Stadium, Wigan Nézőszám: 19 242 Játékvezető: Anthony Taylor |

## Hatodik kör
| 2018. március 17. 12:15 GMT |

| Swansea City (1) | 0–3         | Tottenham Hotspur (1)        |
| ---------------- | ----------- | ---------------------------- |
|                  | Jegyzőkönyv | Eriksen 11' 62' Lamela 45+1' |

| Liberty Stadium, Swansea Nézőszám: 17 498 Játékvezető: Kevin Friend |

| 2018. március 17. 19:45 GMT |

| Manchester United (1) | 2–0         | Brighton & Hove Albion (1) |
| --------------------- | ----------- | -------------------------- |
| Lukaku 37' Matić 83'  | Jegyzőkönyv |                            |

| Old Trafford, Manchester Nézőszám: 74 241 Játékvezető: Andre Marriner |

| 2018. március 18. 13:30 GMT |

| Wigan Athletic (3) | 0–2         | Southampton (1)           |
| ------------------ | ----------- | ------------------------- |
|                    | Jegyzőkönyv | Højbjerg 62' Cédric 90+1' |

| DW Stadium, Wigan Nézőszám: 17 110 Játékvezető: Michael Oliver |

| 2018. március 18. 16:30 GMT |

| Leicester City (1) | 1–2 (h. u.) | Chelsea (1)           |
| ------------------ | ----------- | --------------------- |
| Vardy 76'          | Jegyzőkönyv | Morata 42' Pedro 105' |

| King Power Stadium, Leicester Nézőszám: 31 792 Játékvezető: Craig Pawson |

## Elődöntő
| 2018. április 21. 18:15 CEST |

| Manchester United (1)   | 2–1               | Tottenham Hotspur (1) |
| ----------------------- | ----------------- | --------------------- |
| Sánchez 24' Herrera 62' | (1–1) Jegyzőkönyv | Alli 11'              |

| Wembley Stadion, London Nézőszám: 84 667 Játékvezető: Anthony Taylor |

| 2018. április 22. 16:00 CEST |

| Chelsea (1)           | 2–0               | Southampton (1) |
| --------------------- | ----------------- | --------------- |
| Giroud 46' Morata 82' | (0–0) Jegyzőkönyv |                 |

| Wembley Stadion, London Nézőszám: 73 416 Játékvezető: Martin Atkinson |

## Döntő
| 2018. május 19. 18:15 CEST |

| Chelsea               | 1 – 0               | Manchester United |
| --------------------- | ------------------- | ----------------- |
| Hazard 22' (11-esből) | (1 – 0) Jegyzőkönyv |                   |

| Wembley Stadion, London Nézőszám: 87 647 Játékvezető: Michael Oliver |

## Külső hivatkozások
- Az FA-kupa a thefa.com-on